# Lonchocarpus leucanthus
Lonchocarpus leucanthus är en ärtväxtart som beskrevs av Arturo Erhardo Erardo Burkart. Lonchocarpus leucanthus ingår i släktet Lonchocarpus och familjen ärtväxter. Inga underarter finns listade i Catalogue of Life.